# 涝河
涝河是中国陕西省境内的一条河流，古称潦水，是渭河的一条支流，发源于鄠邑区秦岭梁的静峪脑。全长约75.8公里，流域面积约441平方公里，年总径流12786万立米，最大流量904（1957年7月16日数据）立方米每秒，最小流量0.37立方米每秒。于三过村、元村十二户东北汇入渭河。
涝河是所谓的“八水绕长安”八水之一。西成高铁、西汉高速正是沿着涝河修建的。

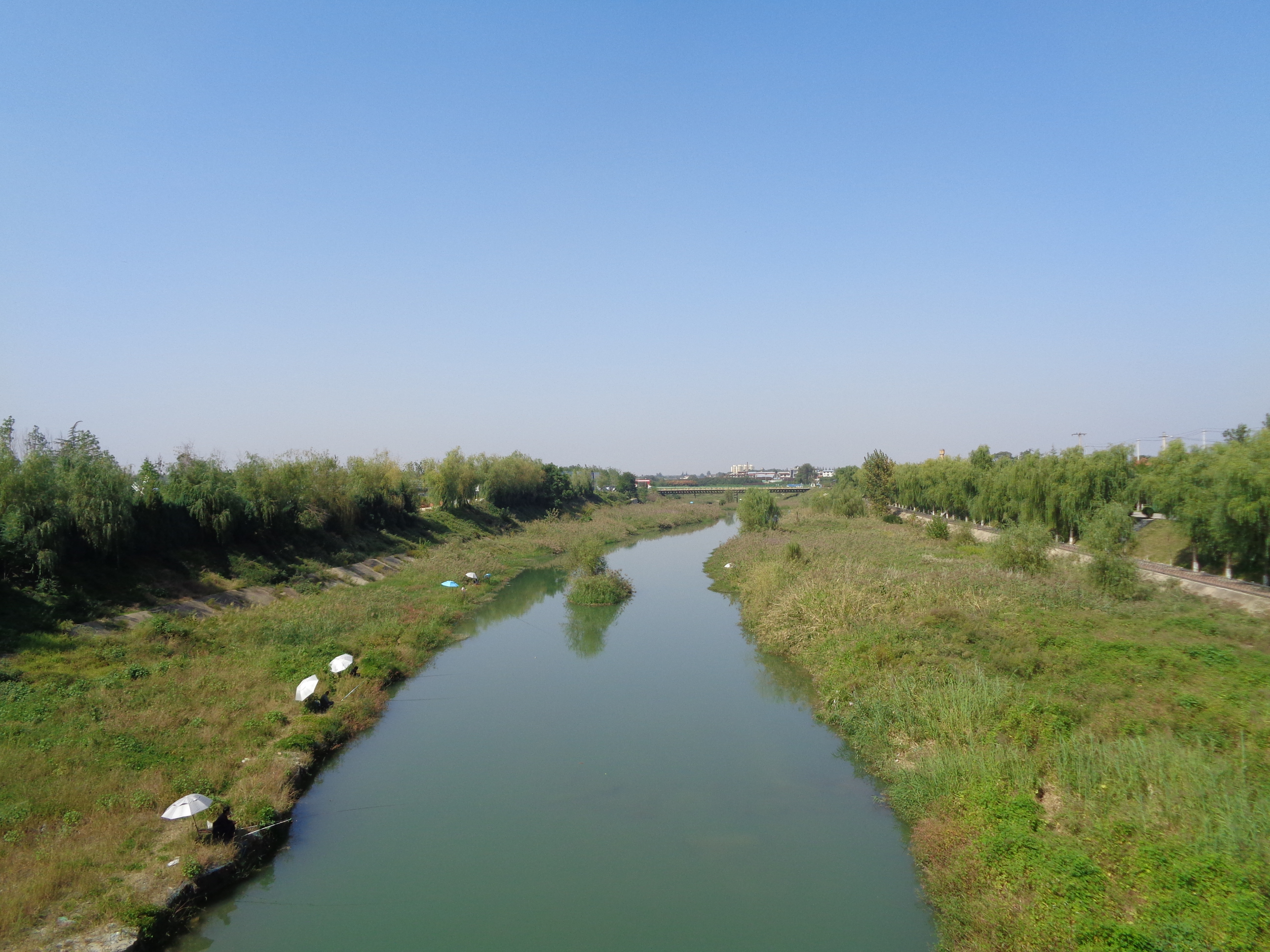
鄠邑境内的涝河

## 主要支流
- 甘河，源于甘峪沟，集水面积69.1平方公里，年总径流量2418万立米。
- 栗峪河，源于栗峪山中，集水面积8.4平方公里，沟长5.24公里，年总径流量273万立米。
- 皂峪河，在涝峪口以东站马村东，源于皂峪沟，沟长6公里，集水面积约8平方公里，年径流量260万立米。
- 吕公河，为明时开引潭峪河水的一条旧河，全长6公里。
- 界河，1958年之前是周、户两县之旧界河，源出涝峪口西小峪细流，全长10公里。
- 磨河，亦作水磨河，为涝河西岸三堡六庄群众在涝河上筑堰用来引水灌田的一道水渠，全长约8公里。[4]